# Can You Ever Forgive Me?
Can You Ever Forgive Me? és una pel·lícula biogràfica estatunidenca de Marielle Heller estrenada l'any 2018. És una adaptació de l'autobiografia homònima de Lee Israel. La pel·lícula va ser presentat en estrena mundial al Festival de cinema de Telluride l'1 de setembre de 2018.

## Argument
Després de diversos fracassos, la biògrafa Lee Israel es veu obligada a vendre alguns dels seus documents preciosos. S'adona finalment que pot crear documents molt més preciosos. Llavors es llança a una modesta empresa de falsificacions.

## Repartiment
- Melissa McCarthy: Lee Israel
- Richard E. Grant: Jack Hock
- Dolly Wells: Anna
- Ben Falcone: Alan Schmidt
- Gregory Korostishevsky: André
- Jane Curtin: Marjorie
- Joanna Adler: Arlene
- Stephen Spinella: Paul
- Christian Navarro: Kurt
- Marc Evan Jackson: Lloyd
- Anna Deavere Smith: Elaine
- Shae D'Lyn: Nell
- Pun Bandhu: Agent Doyle
- Erik LaRay Harvey: Agent Solonas
- Brandon Scott Jones: Glen
- Michael Cyril Creighton: Harry
- Tim Cummings: Craig

## Premis i nominacions

### Premis[2]
- Boston Online Film Critics Association 2018: millor actor secundari per Richard E. Grant
- Boston Society of Film Critics 2018: 
  - millor guió per Nicole Holofcener i Jeff Whitty
  - millore actriu per Melissa McCarthy
  - millor actor secundari per Richard E. Grant
- Chicago Film Critics Association 2018: millor actor secundari per Richard E. Grant
- Florida Film Critics Circle 2018: 
  - millor guió per Nicole Holofcener i Jeff Whitty
  - millor actriu per Melissa McCarthy
- National Board of Review 2018: Top Ten Films
- Nevada Film Critics Society 2018: millor actor secundari per Richard E. Grant
- Premis New York Film Critics Circle 2018: millor actor secundari per Richard E. Grant
- New York Film Critics Online 2018: 
  - millor actor secundari per Richard E. Grant
  - millor actriu per Melissa McCarthy
- Premis Phoenix Film Critics Society 2018: millor guió adaptat per Nicole Holofcener i Jeff Whitty
- San Diego Film Critics Society 2018: millor actor secundari per Richard E. Grant
- San Francisco Film Critics Circle 2018: millor actriu per Melissa McCarthy
- Seattle Film Critics Association 2018: millor actor secundari per Richard E. Grant
- Southeastern Film Critics Association 2018: millor actor secundari per Richard E. Grant
- St. Louis Film Critics Association 2018: millor actor secundari per Richard E. Grant
- Vancouver Film Critics Circle 2018: 
  - millor actriu per Melissa McCarthy
  - millor actor secundari per Richard E. Grant
- Central Ohio Film Critics Association Awards 2019: millor actor secundari per Richard E. Grant
- Festival Internacional de Cinema de Palm Springs 2019: Spotlight Award per Melissa McCarthy
- Festival internavional de cinema de Santa Barbara 2019: 
  - Virtuoso Award per Richard E. Grant
  - Montecito Award per Melissa McCarthy
- 23a cerimònia des Premis Satellite 2019 :
  - millor guió adaptat per Nicole Holofcener i Jeff Whitty
  - millor actor secundari per Richard E. Grant

### Nominacions
- Chicago Film Critics Associació 2018: 
  - millor guió adaptat per a Nicole Holofcener i Jeff Whitty
  - millor actriu per a Melissa McCarthy
- Dallas-Fort Worth Film Critics Association Awards 2018: 
  - millor film
  - millor actriu per a Melissa McCarthy
  - millor actor secundari per a Richard E. Grant
- Detroit Film Critics Society 2018: 
  - millor actriu per a Melissa McCarthy
  - millor actor secundari per a Richard E. Grant
- Florida Film Critics Circle 2018: millor actor secundari per a Richard E. Grant
- Gotham Award 2018: millor actor per a Richard E. Grant
- San Diego Film Critics Society 2018: 
  - millor guió per a Nicole Holofcener i Jeff Whitty
  - millor actriu per a Melissa McCarthy
- San Francisco Film Critics Circle 2018: 
  - millor guió per a Nicole Holofcener i Jeff Whitty
  - millor actor secundari per a Richard E. Grant
- Southeastern Film Critics Association 2018: millor guió adaptat per a Nicole Holofcener i Jeff Whitty
- St. Louis Film Critics Association 2018: millor guió adaptat per a Nicole Holofcener i Jeff Whitty
- Toronto Film Critics Association 2018: 
  - millor actriu per a Melissa McCarthy
  - millor actor secundari per a Richard E. Grant
- Aliance of Women Film Journalists 2019 :
  - millor guió adaptat per a Nicole Holofcener i Jeff Whitty
  - millor actriu per a Melissa McCarthy
  - millor actor secundari per a Richard E. Grant
  - millor realització femenina per a Marielle Heller
  - millor adaptació femenina per a Nicole Holofcener
  - millor prestació per a Melissa McCarthy/Mccarthy
- 72e cerimònia de les British Academy Film Awards 2019 :
  - BAFTA al millor actor secundari per a Richard E. Grant
  - BAFTA a la millor actriu per a Melissa McCarthy
- BAFTA al millor guió per a Nicole Holofcener i Jeff Whitty
- Critics' Choice Movie Awards 2019 :
  - Critics' Choice Movie Award de la millor actriu per a Melissa McCarthy
  - Critics' Choice Movie Award del millor actor secundari per a Richard E. Grant
  - Critics' Choice Movie Award del millor guió adaptat per a Nicole Holofcener i Jeff Whitty
- Central Ohio Film Critics Association Awards 2019 :
  - millor guió adaptat per a Nicole Holofcener i Jeff Whitty
  - millor actriu per a Melissa McCarthy
- Denver Film Critics Society 2019: 
  - millor guió adaptat per a Nicole Holofcener i Jeff Whitty
  - millor actriu per a Melissa McCarthy
  - millor actor secundari per a Richard E. Grant
- Film Independent's Spirit Awards 2019 :
  - millor guió adaptat per a Nicole Holofcener i Jeff Whitty
  - millor actor secundari per a Richard E. Grant
- Georgia Film Critics Association 2019: millor actor secundari per a Richard E. Grant
- 76e cerimònia dels Globus d'Or 2019:
  - Globus d'Or a la millor actriu dramàtica per a Melissa McCarthy
  - Globus d'Or al millor actor secundari per a Richard E. Grant
- Houston Film Critics Society 2019: 
  - millor actriu per a Melissa McCarthy
  - millor actor secundari per a Richard E. Grant
- 91e cerimònia de les Oscars 2019: 
  - Oscar a la millor actriu per a Melissa McCarthy
  - Oscar al millor actor secundari per a Richard E. Grant
  - Oscar al millor guió adaptat per a Nicole Holofcener i Jeff Whitty
- 23e cerimònia dels Satellite Awards 2019: millor actriu per a Melissa McCarthy
- 25e cerimònia de les Screen Actors Guild Awards 2019 :
  - Screen Actors Guild Award de la millor actriu per a Melissa McCarthy
  - Screen Actors Guild Award del millor actor secundari per a Richard E. Grant

## Crítica
- "La química entre els dos actors [McCarthy i Grant] és explosiva, atorgant personalitat a un film (...) que acaba trobant el seu lloc i convertint-se en una de les sorpreses de la temporada"[3]

- "Una tragicomèdia sorprenentment gratificant (...) Després d'uns quants errors recents, la pel·lícula recordarà als espectadors els innegables talents de McCarthy"[4]

- "Grant no ha tingut un paper tan sucós en anys. Està sublim. No obstant això, la pel·lícula li pertany a McCarthy, que revela els secrets de Lee sense caure en el sentimentalisme barat de Hollywood (…) Puntuació: ★★★★ (sobre 5)"[5]

- "Gràcies a que la cinta està centrada totalment en els seus personatges i el seu ambient, transmet molt més que un simple i extravagant estima cap als llibres antics i als lectors poc comuns"[6]

- "El personatge de Lee Israel permet que les habilitats còmiques de McCarthy brillin (...) Funciona molt bé com un estudi que se centra en el personatge (...) Puntuació: ★★★★ (sobre 5)"[7]

- "És el costat humà del personatge el que fa que McCarthy ofereixi la seva millor interpretació fins avui, amb reflexions evocadores sobre l'amistat, la solitud i la inseguretat creativa."[8]